# Роже Пенжон
Роже Пенжон (фр. Roger Pingeon, 28. август 1940 — 19. март 2017) бивши је француски професионални бициклиста у периоду од 1964. до 1974. године. Пенжон је 1967. године освојио Тур де Франс, а 1969. Вуелта а Еспању, док је на Тур де Франсу завршио други, иза Едија Меркса. У наредним годинама није успео да заврши ниједан гранд тур, до своје последње сезоне у каријери — 1974. године, када је завршио Тур де Франс на 11 месту. Умро је 19. марта 2017. од срчаног удара.

## Каријера

### 1964 — 1972
Пенжон је почео каријеру 1964. године, прву трку возио је у Лиону и освојио је. На гран прију Француске, у вожњи на хронометар, завршио је други. Наредне године није остварио ниједну победу. Завршио је други у Монпељеу и трећи у Лиможу, а након тога је возио свој први Тур де Франс, где је завршио на 12. месту у генералном пласману. 1966. је имао више успеха него претходне године, освојио је трку у Бретањи, а затим друго место на Критеријуму антарнасјонал, уз једну освојену етапу. На Туру је освојио осмо место.
Године 1967. је била најуспешнија година у његовој каријери. Стартовао је са пет победа у седам трка, пре Тур де Франса. Победио је на петој етапи, освојио је једно друго и три трећа места, био је лидер од 15 етапе до краја и освојио је Тур испред Хулиа Хименеза.
Године 1968. није остварио ниједну победу до почетка Тура, где је славио на две етапе, али је у генералном пласману завршио на петом месту. Наредне године освојио је треће место на Критеријуму Дофине, након чега је возио по први пут Вуелта а Еспању. Пенжон је победио на етапи 12 и освојио је Вуелту. Након Вуелте, покушао је да освоји други Тур де Франс, победио је на једној етапи, али је у генералном пласману остао иза Едија Меркса, као и у брдској класификацији.
Године 1970. завршио је на другом месту на Критеријуму Дофине, након чега је освојио трке у Бургоњи и Тримуилеу. Тур де Франс је напустио током седме етапе. Наредне године освојио је два трећа места на тркама у Италији, а није возио ниједну Гранд тур трку. 1972. је освојио етапу на Критеријуму Дофине и друго место на Туру Швајцарске, док је Тур де Франс напустио током девете етапе.

### 1973 — 1974
Након осам година, Пенжон је напустио тим Пежо и прешао у тим Рокадо, где није успио да се истакне; није возио Тур де Франс, а Вуелту је напустио током пете етапе.
Након једне године у Рокаду, Пенжон је 1974. провео у тиму Жобо—Лежен, где је освојио три трке пре почетка Тур де Франса. На Туру није остварио победу, а у генералном пласману је завршио на 11. месту, што је први Тур који је успио да заврши након 1969. Након Тура завршио је каријеру.